# Rasa de Cavallol
La Rasa de Cavallol és un torrent afluent per la dreta del Barranc de Maçana que neix al peu del vessant de ponent del Tossal de Sant Marc. De direcció predominant cap al sud, desguassa al seu col·lector a poc menys de 900 m. al nord-oest de la masia de l'Estany després d'haver fet tot el seu curs pel terme municipal de Pinell de Solsonès

## Xarxa hidrogràfica
La seva xarxa hidrogràfica, que també transcorre íntegrament pel terme municipal de Pinell de Solsonès, està constituïda per cinc cursos fluvials la longitud total dels quals suma 2.891 m.